# 1248.
◄ | 12. stoljeće | 13. stoljeće | 14. stoljeće | ►
◄ | 1210-ih | 1220-ih | 1230-ih | 1240-ih | 1250-ih | 1260-ih | 1270-ih | ►
◄◄ | ◄ | 1245. | 1246. | 1247. | 1248. | 1249. | 1250. | 1251. | ► | ►►
Arhitektura • Astronomija • Glazba • Knjige • Književnost • Kršćanstvo • Medicina • Pravo • Promet • Znanost

## Rođenja
- Anđela iz Foligna, svetica († 1309.)

## Vanjske poveznice
|  | Zajednički poslužitelj ima još gradiva o temi 1248. |